# Balletto dell'Opéra di Parigi

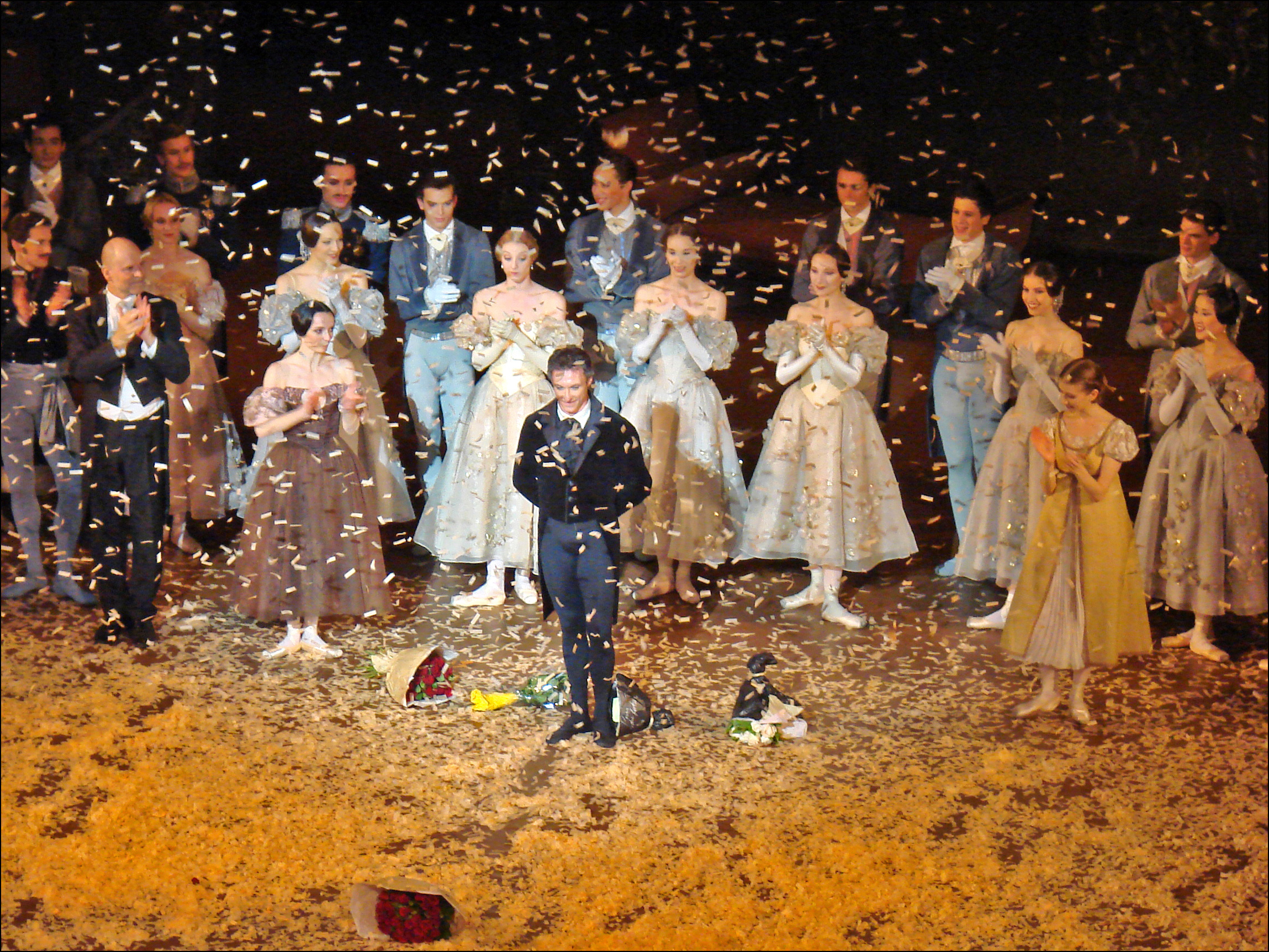
Ovazione a Manuel Legris, étoile del Balletto dell'Opéra di Paris, al suo addio alle scene dopo la sua ultima interpretazione di Onegin di John Cranko, 15 maggio 2009

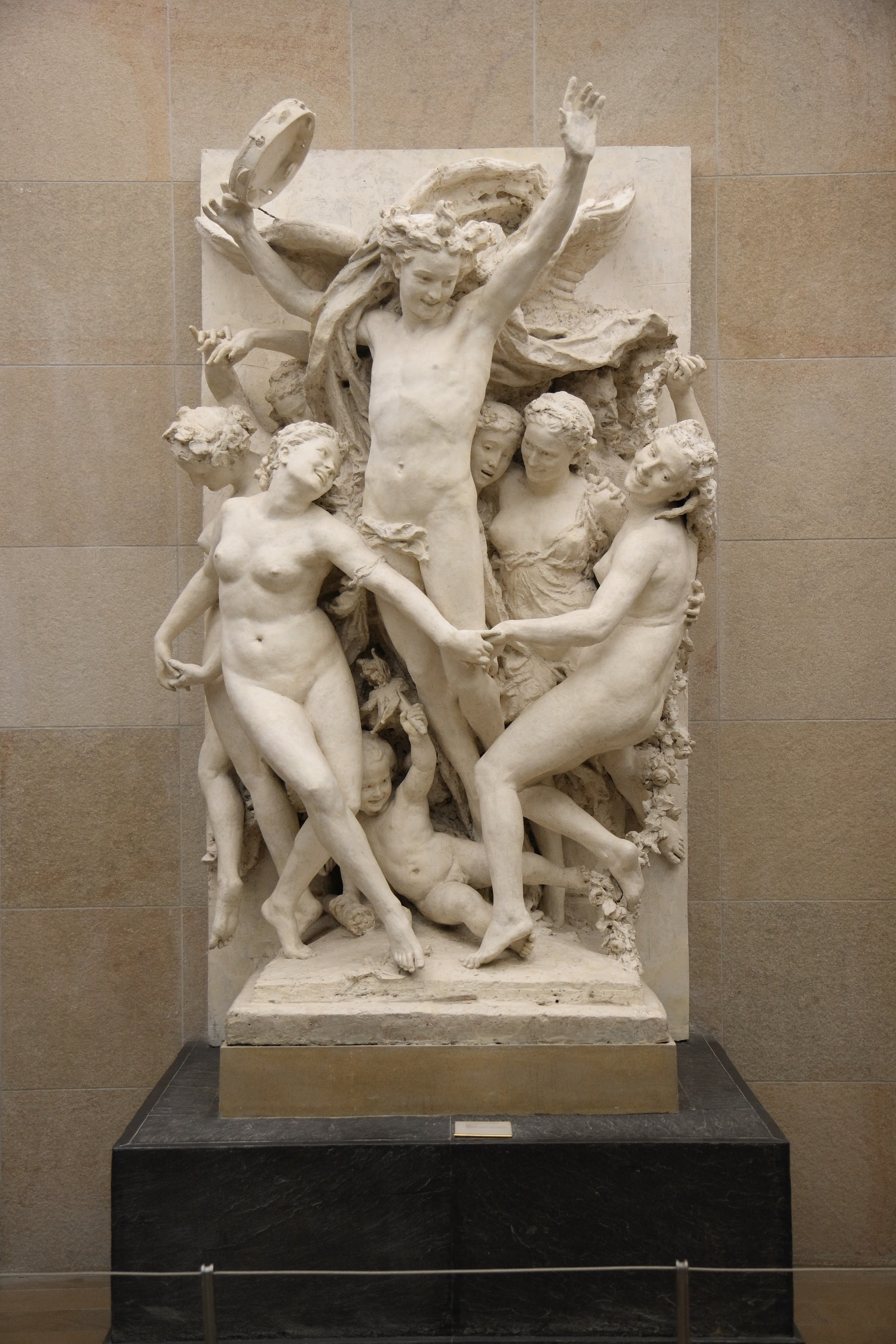
La Danza di Jean-Baptiste Carpeaux, creato per la facciata sud dell'Opéra Garnier (ora al Musée d'Orsay).

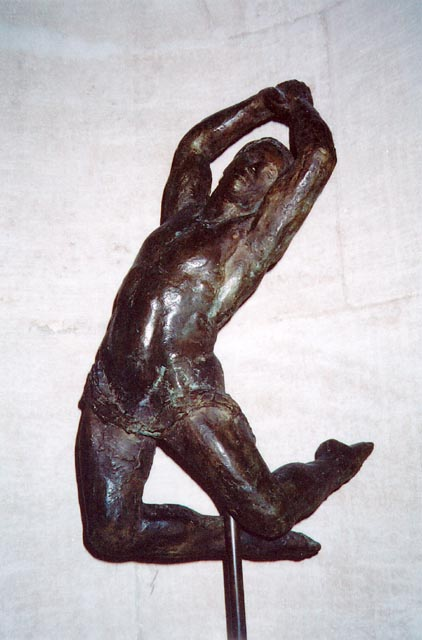
Aleksandr Kaljužnyj, étoile, in un salto delle Danze Poloviciane nel Principe Igor, bronzo di Jacques Gestalder (Biblioteca-museo dell'Opéra)

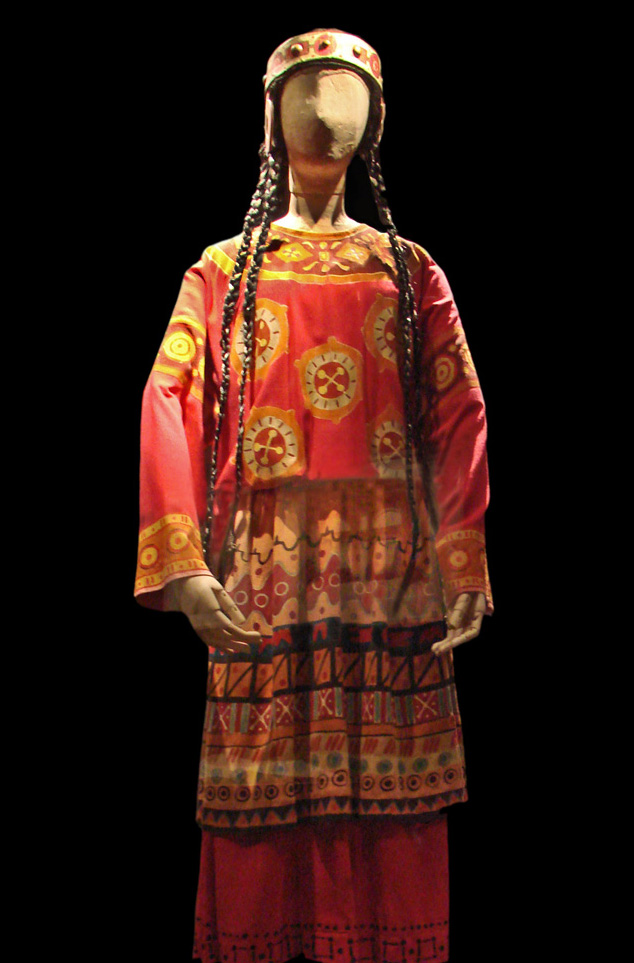
Costume per La sagra della primavera, ripresa àll'Opéra national de Paris nel 1991, Marie-Claude Pietragalla nel ruolo dell'eletta.

Il Balletto dell'Opéra di Parigi (Ballet de l'Opéra national de Paris) è una delle più prestigiose compagnie di danza classica, oltre che la più antica.. All'origine vi è la Académie royale de danse creata per volere di Luigi XIV nel 1661. Nel 1669, su impulso di Jean-Baptiste Colbert, viene creata l'Académie royale de musique, e nel 1671 le due accademie vengono fuse insieme. Ancora oggi la compagnia di balletto è parte integrante dell'Opéra national de Paris.
Il balletto si compone di 154 danzatori, di cui 14 primi ballerini e 18 étoiles. Ogni stagione si esibisce in 180 rappresentazioni.
I danzatori che lo compongono sono al 95% usciti dalla scuola di danza dell'Opéra di Parigi, considerata come la migliore del mondo. La scuola si chiama oggi «École de Danse de l'Opéra national de Paris» e dal 1987 ha sede a Nanterre nei pressi del parco André Malraux, a dieci chilometri dal Palais Garnier.
Attraverso il reclutamento fatto quasi esclusivamente all'interno del proprio vivaio, la compagnia custodisce l'unità di stile della danza francese.

## Storia
Nei due secoli che seguono la sua creazione, il Balletto dell'Opéra di Parigi cambia sede ben undici volte. Dal 1875 la sede è il Palais Garnier.

### Gli inizi: Seicento e Settecento
La scuola dell'Académie royale de danse, fondata nel 1713, è la più antica scuola di danza del mondo occidentale e la culla della danza accademica.
Agli inizi, nel Seicento, una troupe numerosa e quasi esclusivamente maschile (fino al 1681) danza nei divertissement e negli intermezzi delle opere. Nel 1776 Jean-Georges Noverre, e in seguito i fratelli Maximilien e Pierre Gardel, impongono alla compagnia il balletto d'azione, già diffuso e fiorente su altri palcoscenici francesi.

### L'Ottocento: apoteosi e decadenza
Gradualmente il balletto si affranca dall'opera, e dall'inizio dell'Ottocento si crea un repertorio di opere puramente coreografiche. L'apoteosi del balletto romantico, a metà secolo, vede la nascita delle maggiori opere classiche come La Sylphide (1832), Giselle (1841), Paquita (1846), Le Corsaire (1865) e Coppélia (1870).
Alla fine dell'Ottocento il centro europeo della danza non è più a Parigi, ma si è spostato a San Pietroburgo sotto la guida di Marius Petipa. La gran parte delle grandi ballerine della compagnia si trasferisce in Russia e il Balletto dell'Opéra fa appello a ballerine italiane formate alla scuola di Carlo Blasis e di Enrico Cecchetti, come Aida Boni, Pierina Legnani, Rita Sangalli e Carlotta Zambelli.

### La rinascita nel Novecento
Nel Novecento, il rinnovamento è innescato dai Ballets russes di Sergej Djagilev che presentano sei stagioni all'Opéra di Parigi. Serge Lifar accelera il rinnovamento, a cui contribuiscono anche George Balanchine e George Skibine.
A partire dagli anni settanta, il Balletto segue una doppia vocazione: il mantenimento della tradizione e l'apertura alla modernità. È così che, a fianco del recupero di opere del Settecento (da parte di Ivo Cramer o Francine Lancelot) e dei capolavori del repertorio romantico (Petipa e Vaclav Nijinski rivisitati da Noureev), il Balletto si confronta con la danza contemporanea invitando coreografi come Carolyn Carlson, Merce Cunningham, Maguy Marin, Angelin Preljocaj, Dominique Bagouet o Pina Bausch.

### L'epoca Nureev
Durante tutti gli anni ottanta la storia della compagnia è segnata dalla figura di Rudolf Noureev, che occupa il posto di direttore di danza dal 1983 à 1989, malgrado un inizio difficoltoso a causa dei rimproveri dei danzatori che lo accusano di usare la compagnia per i suoi interessi personali e di monopolizzare i ruoli solisti.
Nel 1986 Nureev entra in conflitto con Maurice Béjart, allora coreografo invitato. Il 24 marzo, al termine della creazione del suo balletto Arépo, Béjart promuove étoiles Manuel Legris e Éric Vu-An, senza averne diritto. Noureev costringe Béjart a fare marcia indietro.
Rudolf Noureev ha costituito un repertorio di balletti classici che forma ancora oggi il cuore del repertorio della compagnia, base del suo grande successo popolare. La sua versione del Lago dei cigni, creata nel 1984, ha generato una fronda di danzatori a favore del ripristino della versione originaria del balletto di Vladimir Bourmeister. Questa versione sarà ripresa un'ultima volta sotto il successore di Nureev, Patrick Dupond, desideroso di cancellare le tracce del predecessore. La versione di Nureev si imporrà in seguito senza concorrenza.

### Gli anni recenti
Patrick Dupond è l'étoile che succede a Nureev nel posto di direttore, nel 1990. Contrariamente al danzatore russo, proviene dalla compagnia e non ha pretese di coreografo. Il suo mandato si conclude precocemente nel 1994, quando l'intesa con il nuovo direttore dell'Opéra, Hugues Gall, si rivela impossibile. Segue un processo sulla legittimità del concomitante licenziamento di Dupond dalla posizione di danzatore étoile.
Nel settembre 2004 Gérard Mortier succede a Hugues Gall nella direzione dell'Opéra. Mortier mantiene l'incarico fino al 2010, quando si trasferisce al Teatro Real di Madrid. Grazie a lui, nove danzatori vengono promossi al grado di étoile, tra cui alcuni relativamente anziani per il mestiere, come Wilfried Romoli, Delphine Moussin e più di recente Isabelle Ciaravola.
Queste nuove nomine fanno decadere il tetto massimo di 12 étoiles imposto da Hugues Gall a suo tempo. Attualmente, l'Opéra di Parigi dispone di 18 étoiles.

## Gerarchia dei danzatori del Balletto dell'Opéra di Parigi
Nel 2015 la compagnia conta 154 danzatori, di cui 18 étoiles e 14 premiers danseurs, quasi tutti usciti dalla École de danse de l'Opéra. I danzatori sono reclutati attraverso un concorso annuale che sostengono intorno ai 16 anni di età, e terminano la loro carriera a 42 anni e mezzo.
Dall'ingresso nel corps de ballet alla consacrazione come étoile, il Balletto ha fissato una rigida gerarchia fra i danzatori e le danzatrici:
- 5° grado : quadrille
- 4° grado : coryphée
- 3° grado : sujet
- 2° grado : premier danseur
- 1° grado : étoile

I gradi dal 3° al 5° formano il corps de ballet.
La promozione al grado superiore si fa attraverso un esame interno che ha luogo ogni anno a novembre. Il jury è composto dai membri della direzione dell'Opéra, dagli altri membri della compagnia e da personalità prestigiose del mondo della danza.
Solo le étoiles sfuggono a questo meccanismo. La consacrazione a étoile di un premier danseur (più raramente di un sujet) è decisa dal direttore dell'Opéra su proposta del direttore della danza in seguito a una rappresentazione. La procedura di nomina ha subito variazioni nel tempo, e dal 2004 essa avviene direttamente di fronte al pubblico.

## Maestri di balletto e direttori della danza
- 1673-1687: Pierre Beauchamp
- 1687-1729 : Louis Pécour
- 1729-1739 : Michel Blondy
- 1739-1748 : Antoine Bandieri de Laval
- 1748-1768 : Jean-Barthélemy Lany
- 1770-1775 : Gaetano Vestris
- 1776-1781 : Jean-Georges Noverre
- 1781-1783 : Dauberval et M. Gardel
- 1783-1787 : Maximilien Gardel
- 1787-1820 : Pierre Gardel
- 1820-1831 : Jean-Pierre Aumer
- 1831-1850 : Jean Coralli
- 1850-1853 : Arthur Saint-Léon
- 1853-1859 : Joseph Mazilier
- 1860-1868 : Lucien Petipa
- 1868-1869 : Henri Justamant
- 1869-1887 : Louis-Alexandre Mérante
- 1887-1907 : Joseph Hansen
- 1908-1909 : Léo Staats
- 1909-1910 : Louise Stichel
- 1911-1914 : Ivan Clustine
- 1919-1926 : Léo Staats
- 1927-1929 : Nicola Guerra
- 1930-1945 : Serge Lifar
- 1947-1958 : Serge Lifar
- 1958-1961 : George Skibine
- 1962-1969 : Michel Descombey
- 1969-marzo 1970 : John Taras
- marzo 1970 - giugno 1970 : Roland Petit[10]
- 1970-1971 : Claude Bessy (interim)
- 1971-1977 : Raymond Franchetti (délégué général pour la danse, poi directeur)
- 1977-1980 : Violette Verdy
- 1980-1983 : Rosella Hightower
- 1983-1989 : Rudol'f Nureev
- novembre 1989-1990 : Patrice Bart e Eugène Polyakov (interim)
- 1990-1994 : Patrick Dupond
- 1995-2014 : Brigitte Lefèvre
- 2014-2016 : Benjamin Millepied
- 2016-2022 : Aurélie Dupont
- 2022- : José Carlos Martínez

## Maestri di balletto associati alla direzione della danza
Nel Balletto dell'Opéra, il posto di "Maestro di balletto associato alla direzione della danza" corrisponde all'incarico di "Ballet master in chief" negli Stati Uniti, è cioè un posto di maestro di balletto principale associato ad alcune decisioni artistiche del direttore della danza.
- Patrice Bart : 1990 - 30 marzo 2011
- Laurent Hilaire : 2011 - luglio 2014[11]
- Clotilde Vayer : dal 2014

## Étoiles del Balletto dell'Opéra di Parigi (1940 - 2011)
- 1940-1960 : Lycette Darsonval
- 1940-1944 : Solange Schwarz, nominata sulla scena, a sipario chiuso, al termine di Entre deux rondes di Serge Lifar
- 1941-1946 : Serge Peretti, primo uomo a essere nominato étoile
- 1941-1945 : Yvette Chauviré, al termine di Istar di Serge Lifar
- 1946-1959 : Michel Renault, a 19 anni
- 1946-1949 : Roger Fenonjois
- 1947-1951 : Roger Ritz, al termine di Palais de cristal di George Balanchine
- 1947-1957 : Christine Vaussard
- 1947-1960 : Aleksandr Kaljužnyj
- 1948-1957 : Micheline Bardin
- 1948-1963 : Max Bozzoni
- 1949-1957 : Nina Vyroubova, nominata dall'esterno, non facente parte del corpo di ballo
- 1950-1959 : Liane Daydé, a 19 anni
- 1952-1960 : Madeleine Lafon
- 1953-1953 : Jean Babilée, nominato 4 anni dopo la sua entrata nella compagnia, lascia l'Opéra nove mesi dopo la sua nomina per fondare la sua propria compagnia
- 1953-1964 : Youly Algaroff
- 1954-1967 : Jean-Pierre Andréani
- 1955-1958 : Peter van Dijk, nominato dall'esterno
- 1957-1961 : Marjorie Tallchief, nominato dall'esterno
- 1956-1972 : Claude Bessy
- 1957-1961 : George Skibine
- 1958-1971 : Josette Amiel
- 1961-1964 : Flemming Flindt
- 1960-1977 : Claire Motte
- 1961-1972 : Attilio Labis, al termine di Pas de dieux di Gene Kelly, su richiesta di André Malraux
- 1961-1974 : Jacqueline Rayet, al termine di Giselle
- 1963-1968 : Ghislaine Thesmar, nominata dall'esterno
- 1964-1986 : Cyril Atanassoff
- 1964-1978 : Christine Vlassi
- 1965-1983 : Nanon Thibon
- 1966-1969 : Jean-Pierre Bonnefous
- 1968-1983 : Noëlla Pontois
- 1969-1989 : Georges Piletta
- 1969-1983 : Wilfride Piollet
- 1970-1980 : Claudette Scouarnec, dell'Opéra-Comique
- 1971-1989 : Jean-Pierre Franchetti
- 1971-1989 : Michaël Denard
- 1972-1989 : Patrice Bart
- 1997-2011 : José Carlos Martínez

## Iconografia

### Edgar Degas e le ballerine del Balletto dell'Opéra di Parigi
Edgar Degas ha consacrato numerose tele, pastelli e sculture, fra cui la celebre Petite Danseuse de quatorze ans, alle ballerine della compagnie e della scuola di danza dell'Opéra, che sono state uno dei suoi temi prediletti. La precisione dei dettagli e la resa perfetta dei soggetti sono il risultato delle frequenti visite del pittore alla sala Le Peletier e al Palais Garnier. 

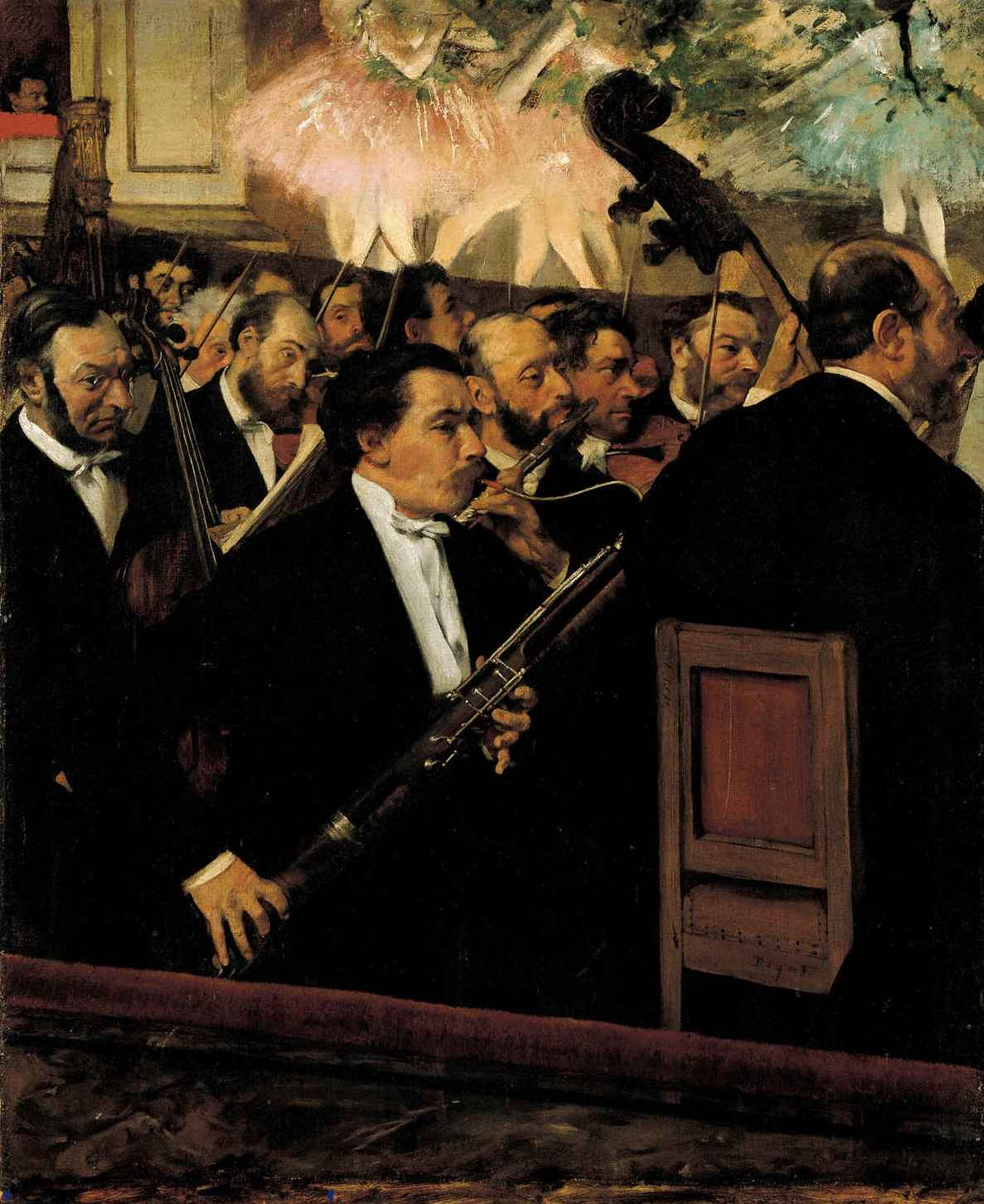
L'Orchestra dell'Opéra (1868-1869), affigurante il corpo di ballo al disopra della buca dell'orchestra nella sala Le Peletier al Teatro imperiale dell'Opéra
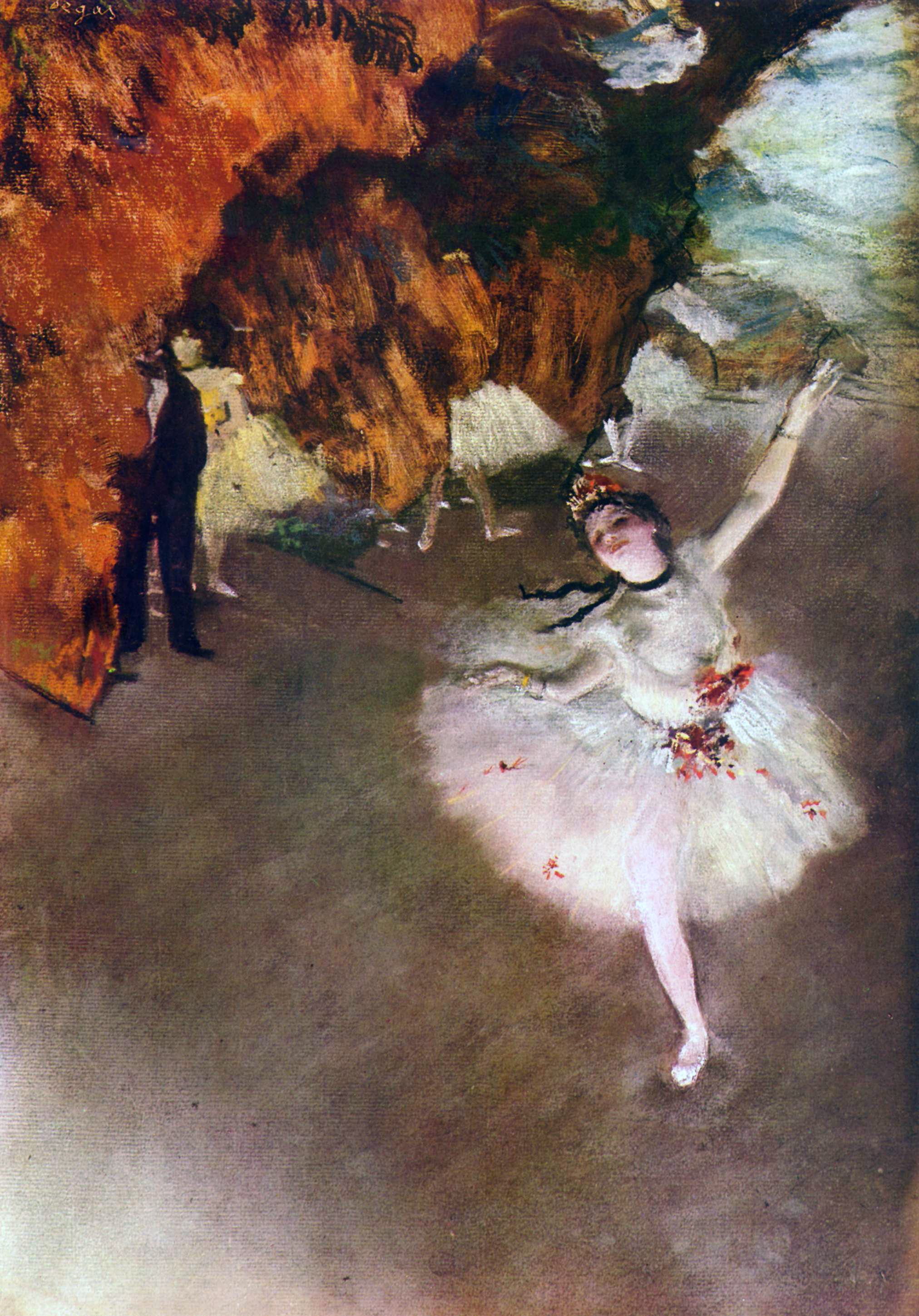
L'Étoile (Rosita Mauri) (1878)
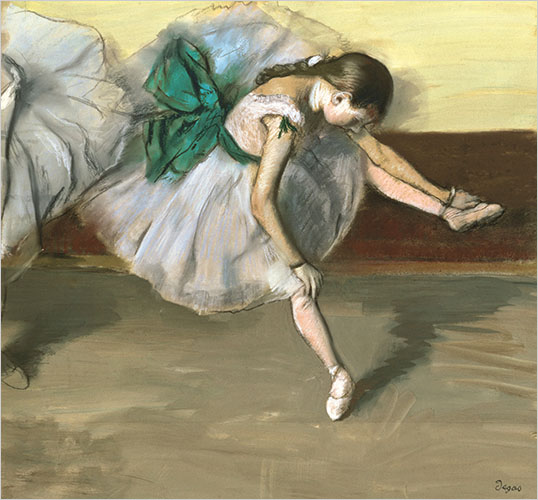
Danseuse au repos (v. 1879)
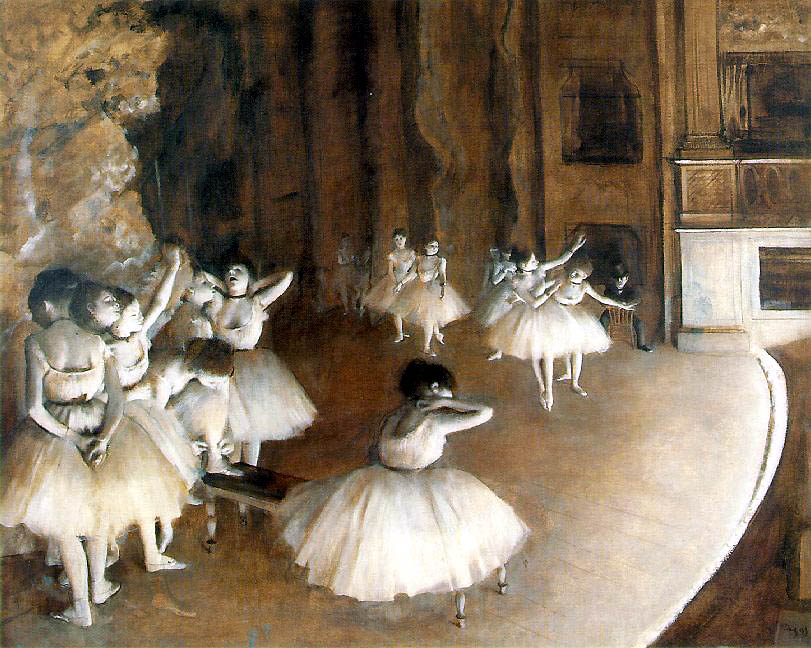
La Classe de danse (senza data)
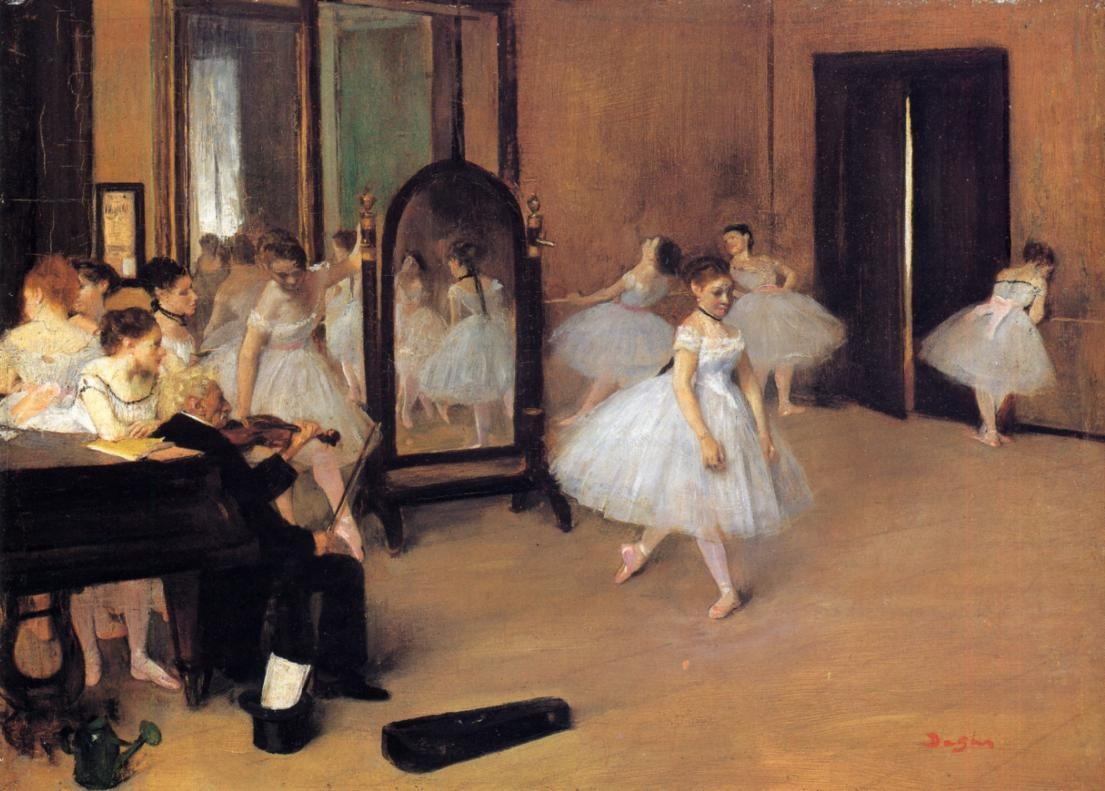
La Classe de danse (senza data)
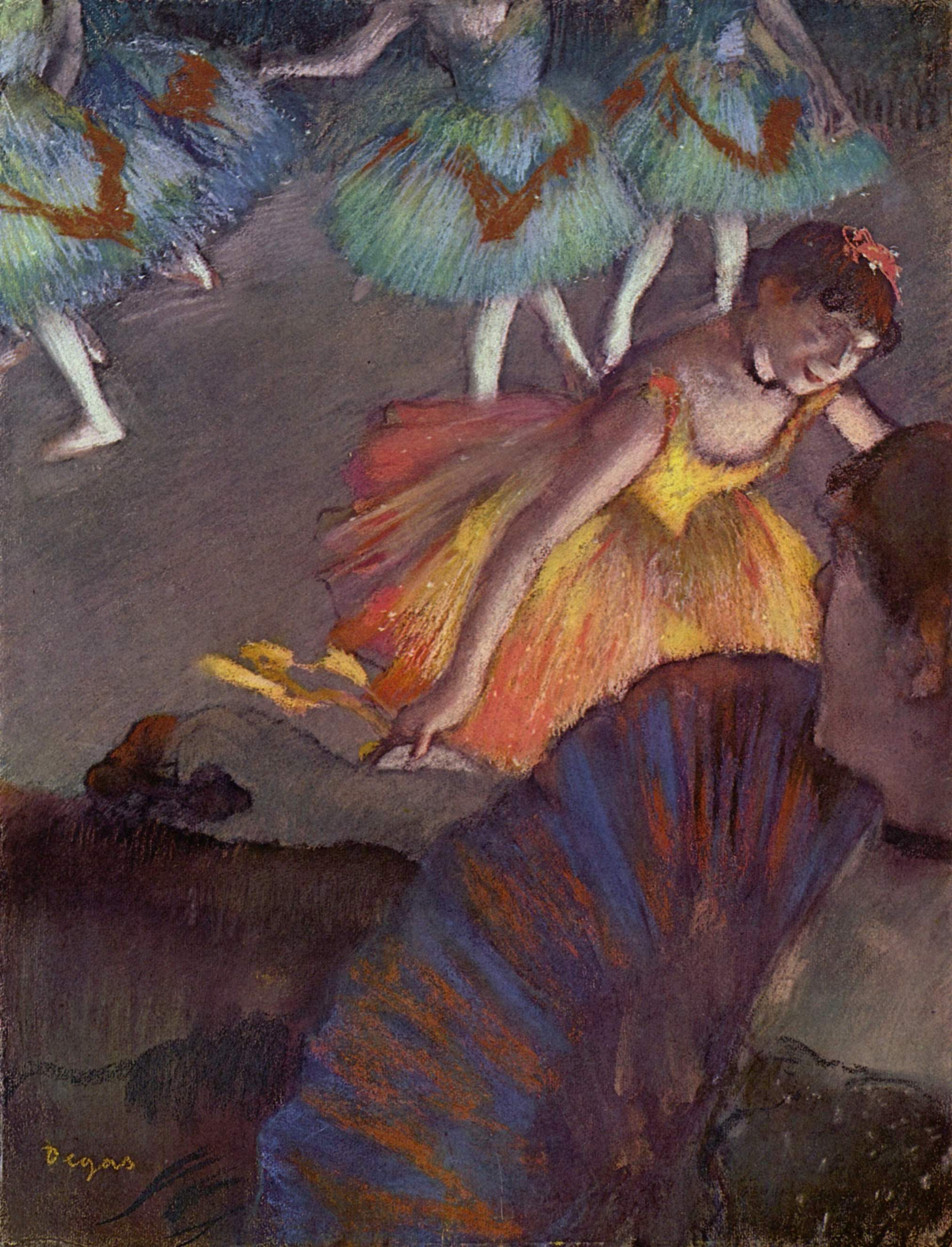
Le Ballet vu depuis une loge (1885)

### Gli interpreti del repertorio del XIX secolo in immagini

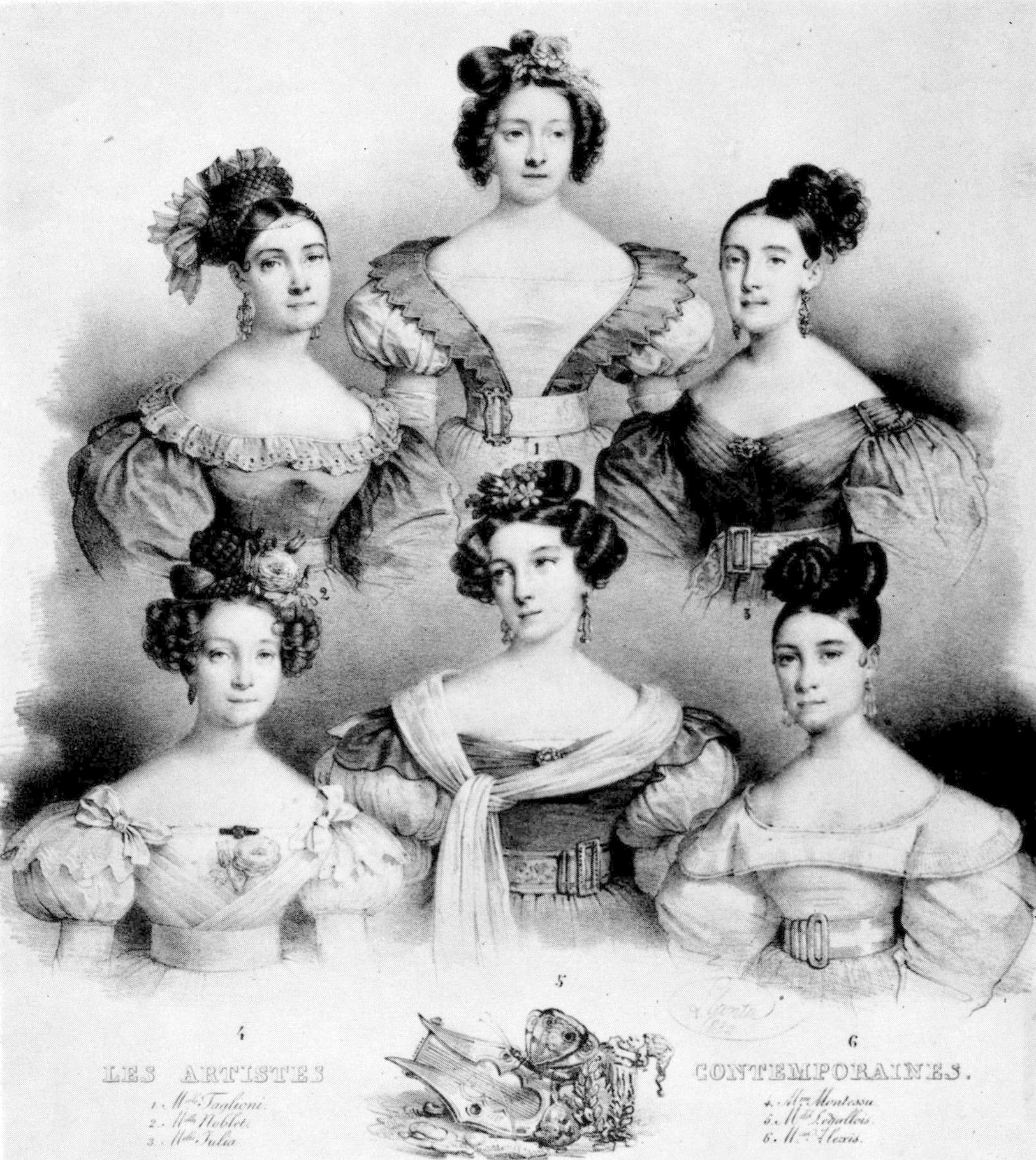
Litografia di Lemercier da un disegno di Llanta raffigurante le prime ballerine dell'Opéra de Paris nel 1832: (2) Lise Noblet, (1) Marie Taglioni, (3) Mlle Julia [de Varennes], (6) Alexis Dupont, (5) Amélie Legallois, et (4) Pauline Montessu
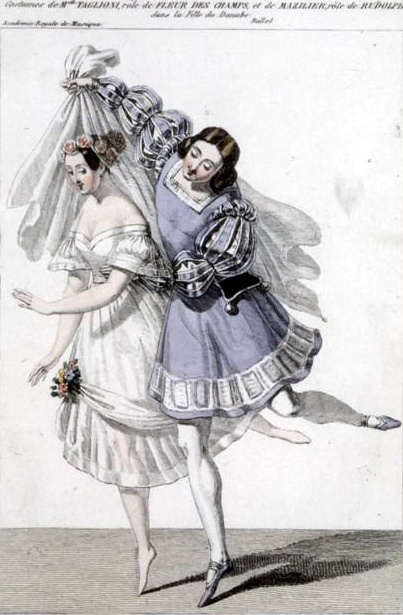
Incisione di Louis Maleuvre per i costumi di Marie Taglioni (Fleur des champs) e Joseph Mazilier (Rudolph) nel balletto-pantomima di Filippo Taglioni "La Fille du Danube" all'Académie royale de Musique (Salle Le Peletier) nel 1836
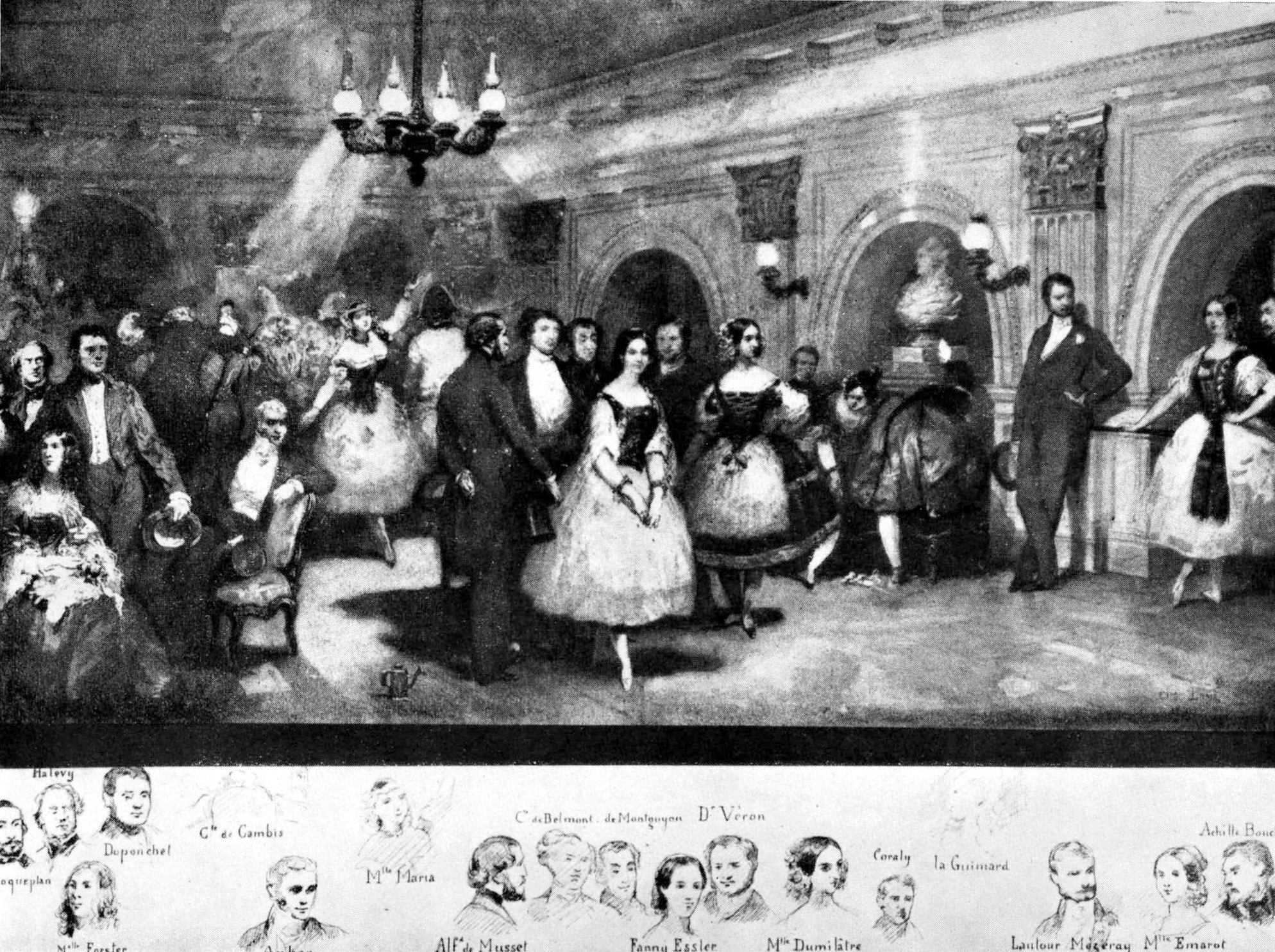
Litografia di Eugene Lami raffigurante alcune danzatrici celebri e i loro non meno celebri mecenati al Foyer de la danse della sala Le Peletier (Académie royale de Musique) nel 1841
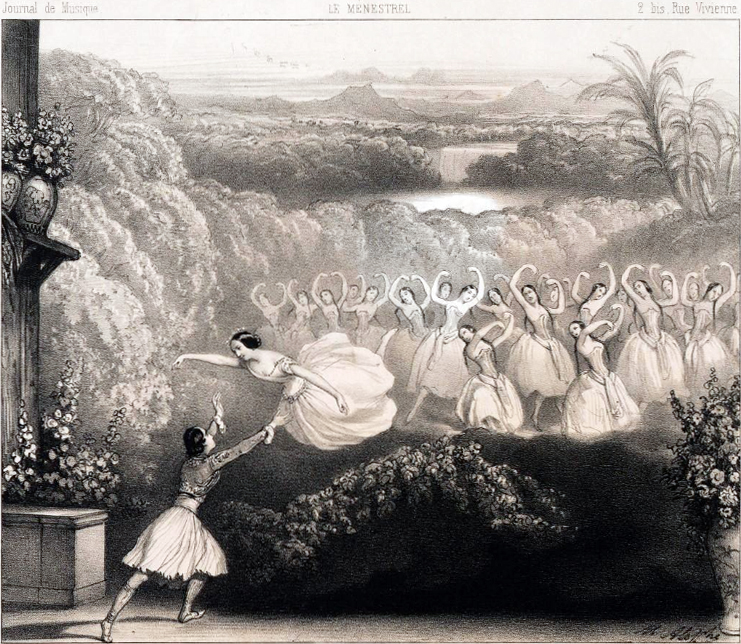
La Péri, balletto di Jean Coralli, Académie royale de musique, sala Le Peletier, 1843
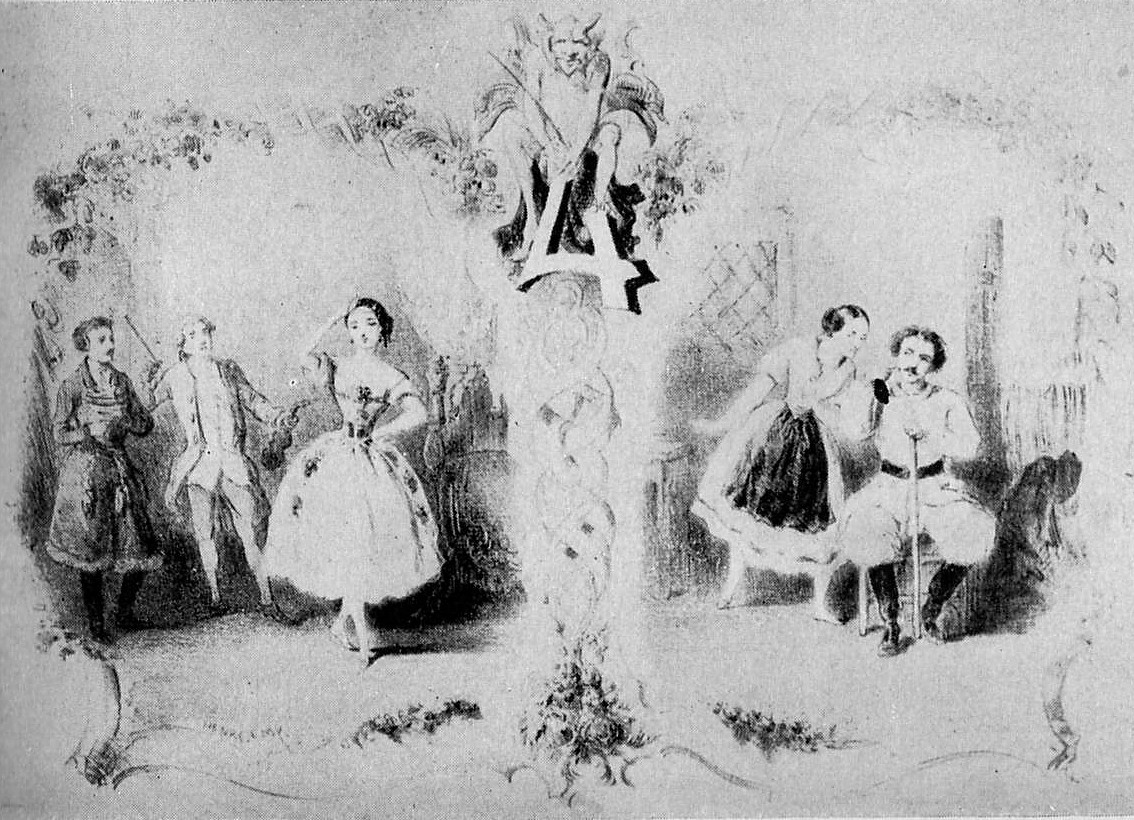
Litografia-manifesto del balletto "Le Diable à quatre" di Joseph Mazilier nella sala Le Peletier dell'Académie royale de musique nel 1845
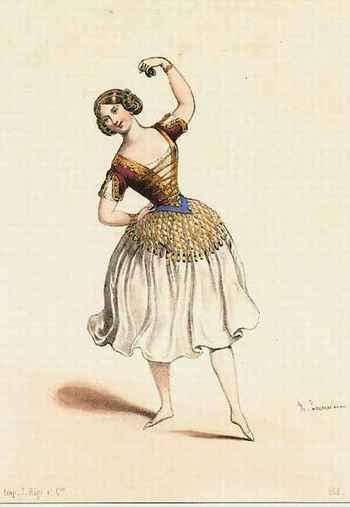
Carlotta Grisi in "Paquita", balletto di Joseph Mazilier, Académie royale de musique, sala Le Peletier, 1846
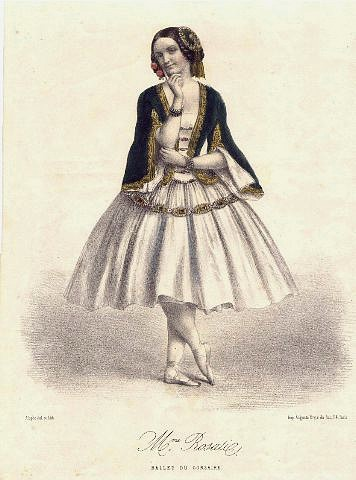
Litografia rappresentante la danzatrice italiana Carolina Rosati nel ruolo di Medora per la prima del "Corsaire" al Teatro imperiale dell'Opéra (sala Le Peletier) nel 1856
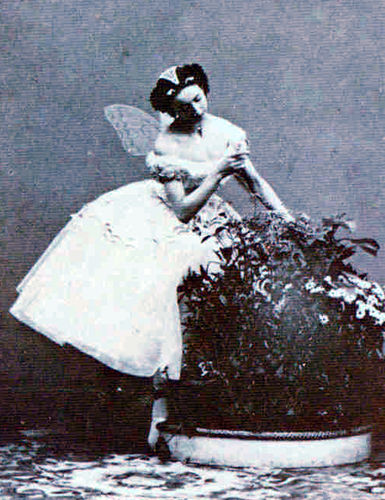
Emma Livry in "Le Papillon", balletto di Marie Taglioni, Teatro imperiale dell'Opéra (sala Le Peletier) nel 1860
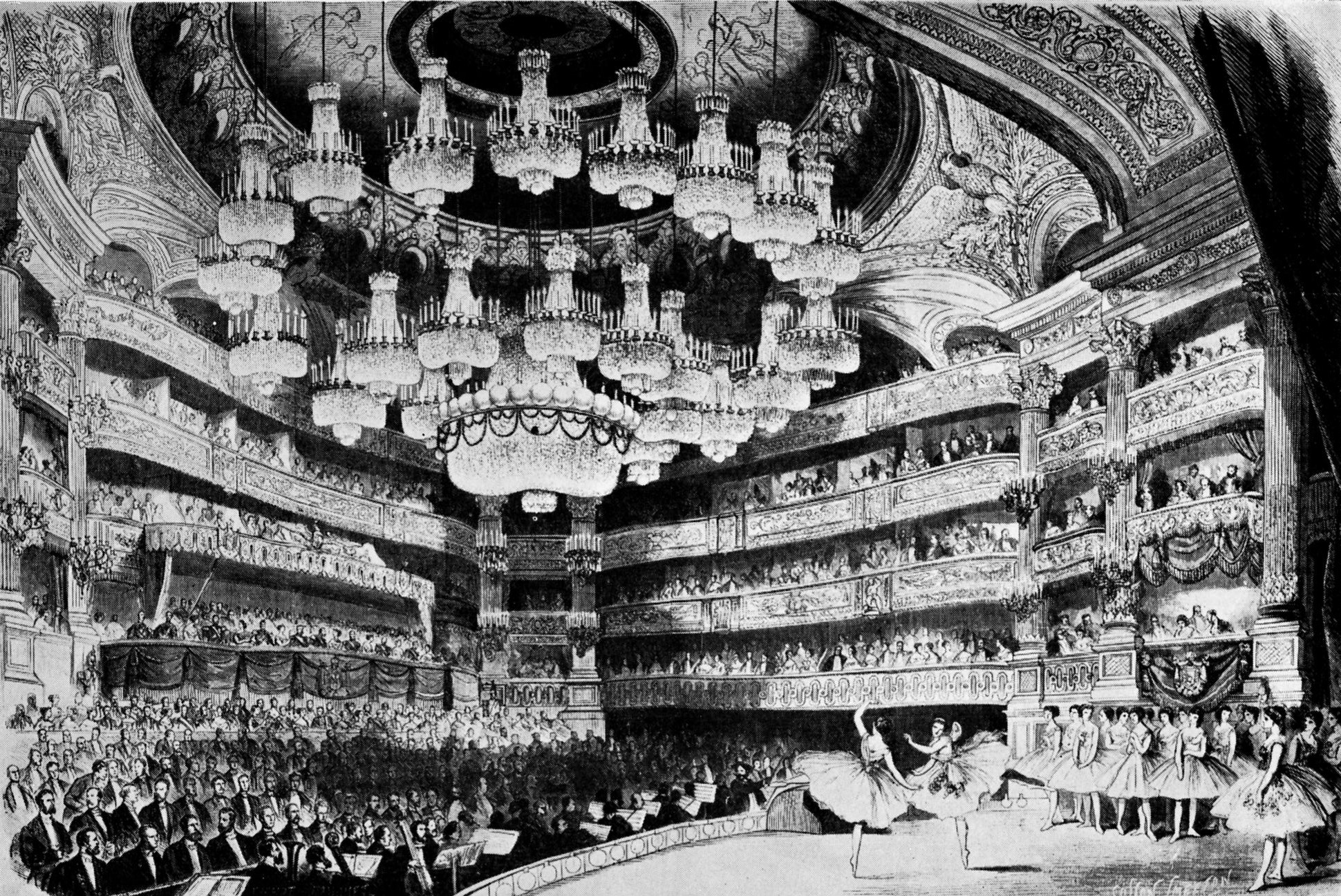
Litografia di Colle Imerton che illustra una rappresentazione di "Giselle" in onore della visita dello zar Alessandro II, Teatro imperiale dell'Opéra (sala Le Peletier), 1867
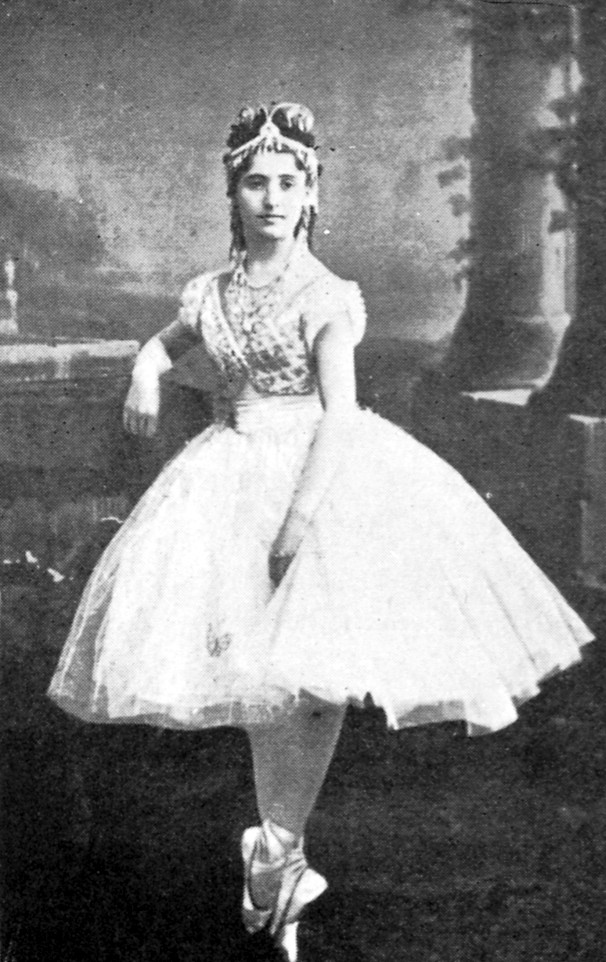
Fotografia di Giuseppina Bozzachi nel ruolo di Swanida del balletto "Coppelia" di Arthur Saint-Léon, Teatro imperiale dell'Opéra (sala Le Peletier), 1870
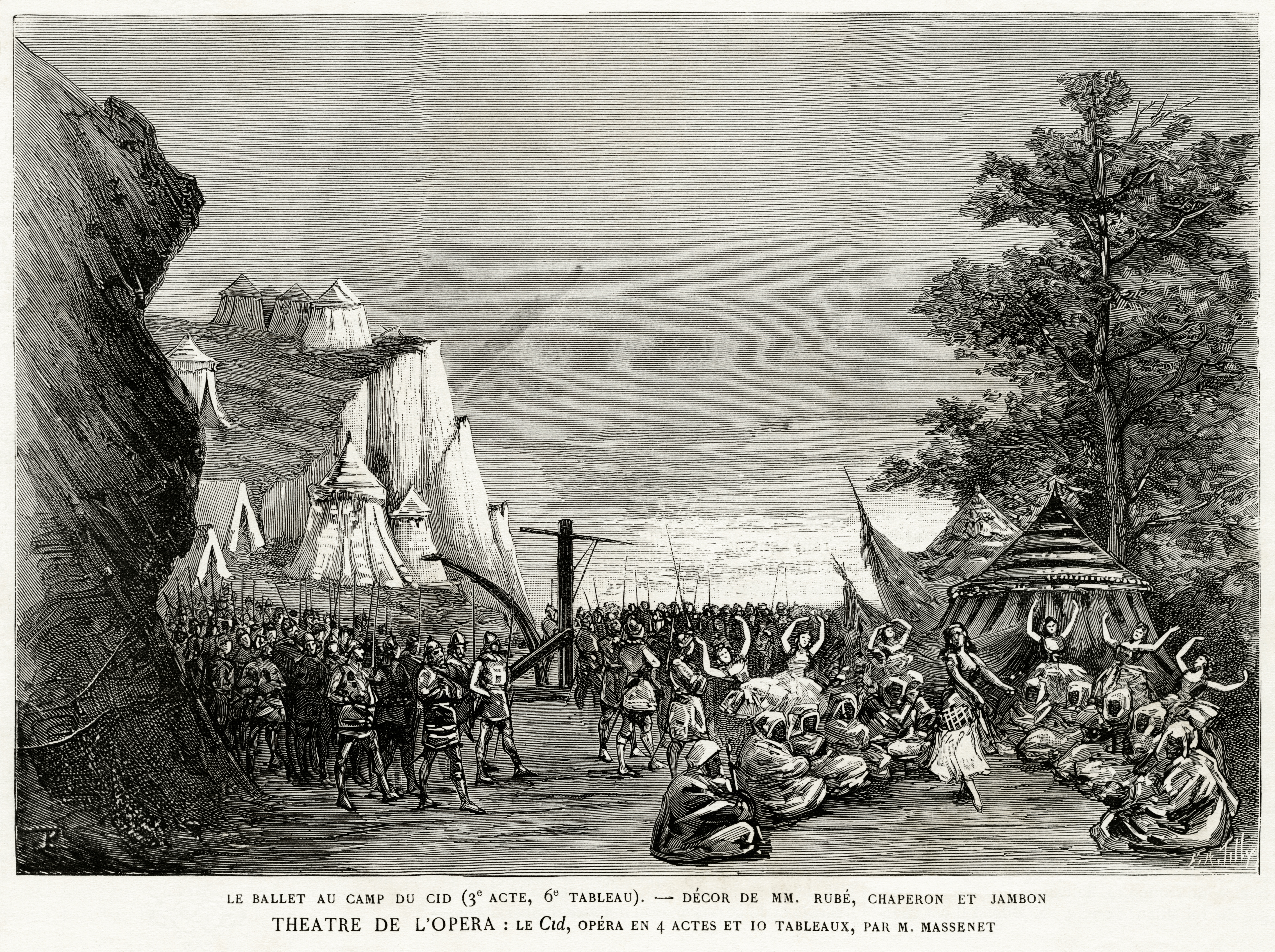
Il terzo atto del "Cid" di Jules Massenet alla prima al Teatro nazionale dell'Opéra (Palais Garnier), 1885
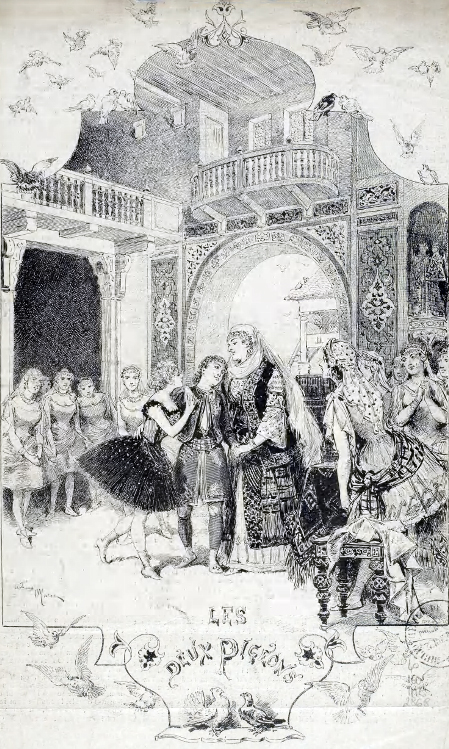
"Les Deux Pigeons", balletto di André Messager al Teatro nazionale dell'Opéra (Palais Garnier), 1886